# Kuottajaure
Kuottajaure är en sjö i Arjeplogs kommun i Lappland och ingår i Byskeälvens huvudavrinningsområde. Sjön har en area på 0,451 kvadratkilometer och ligger 498 meter över havet. Sjön avvattnas av vattendraget Långträskälven.

## Delavrinningsområde
Kuottajaure ingår i det delavrinningsområde (731352-161294) som SMHI kallar för Inloppet i Allejaure. Medelhöjden är 551 meter över havet och ytan är 29,89 kvadratkilometer. Det finns inga avrinningsområden uppströms utan avrinningsområdet är högsta punkten. Långträskälven som avvattnar avrinningsområdet har biflödesordning 2, vilket innebär att vattnet flödar genom totalt 2 vattendrag innan det når havet efter 209 kilometer. Avrinningsområdet består mestadels av skog (81 procent) och sankmarker (14 procent). Avrinningsområdet har 0,72 kvadratkilometer vattenytor vilket ger det en sjöprocent på 2,4 procent.